# Chamaeraphis
Chamaeraphis is een geslacht uit de grassenfamilie (Poaceae). De soorten van dit geslacht komen voor in Australië.